# Cryphia calligrapha
Cryphia calligrapha är en fjärilsart som beskrevs av Moritz Balthasar Borkhausen 1792. Cryphia calligrapha ingår i släktet Cryphia och familjen nattflyn. Inga underarter finns listade i Catalogue of Life.